# 日和見主義
日和見主義（ひよりみしゅぎ）とは、「ある定まった考えに基づいて行動するのではなく、形勢を見て有利な側方に追従しよう」という考え方のことである。日和見とは、江戸時代頃の日本の天気観察のことである。

## 概要
日和、つまり天気を観て行動を決めるかのようであるのでこの名がついた。政治的な場で他者を批判する時にも使われる言葉である。機会主義（きかいしゅぎ）、投機主義（とうきしゅぎ）、オポチュニズム(opportunism)とも言う。
長期的な趨勢を踏まえた上で有利な側に追従すれば、時には望ましい結果を得ることができる。一方で、短期的な利益のために立ち位置を変え続ければ、信用を喪失させるリスクを抱えることになる。
日和見主義に陥ることを、1960年代の日本で大学闘争の現場においては“日和（ひよ）る”と批判した。中核派などセクト（政治的な党派）からオルグ（加入への勧誘）を受けて、同調しない場合にも言われることがあった。

## 歴史
19世紀フランスの政治家レオン・ガンベッタが盟友に対し、共和主義的政策から中道路線を取るよう説得した。この路線は、後に共和派オポチュニスト党と呼ばれ、この言葉の語源となったとされる。

## フランスの政治用語
フランスでOpportunismeは、王政打倒の後、第三共和政を確立したレオン・ガンベタのような、穏健的共和主義者のことを指す場合がある。